# Josef Václav Myslbek
Josef Václav Myslbek (20. června 1848 Praha-Nové Město – 2. června 1922 Praha-Staré Město) byl český sochař, představitel monumentálního realismu a zakladatel novodobého českého sochařství. Je označován za nejvýznamnějšího českého sochaře přelomu 19. a 20. století.

## Životopis
Narodil se na pražském Novém Městě v domě čp. 693, později nahrazeném novorenesanční novostavbou U Rytířů, v rodině malíře pokojů Václava Myslbeka (28. března 1813 – 29. července 1887) a manželky Antonie, rozené Adamcové (28. května 1817 – 7. dubna 1900). V začátcích své umělecké dráhy se učil v letech 1864–1866 v dílně Tomáše Seidana a pracoval jako jeho pomocník na zakázce soch pro vídeňský Arsenal. Ve Vídni se seznámil s Václavem Levým. Po návratu Václava Levého z Říma pracoval v jeho ateliéru (1867–1870). Zároveň v letech 1868–1872 studoval malířství na Akademii výtvarných umění v Praze u Josefa Matyáše Trenkwalda. V letech 1872–1873 byl na studijním pobytu v Německu a pobýval v Drážďanech v ateliéru Ernsta Julia Hähnela.
Po návratu si Myslbek v roce 1873 zřídil vlastní sochařskou dílnu v Praze. V letech 1885–1896 působil jako profesor sochařství (žáci: Vladimír J. Astl, Stanislav Sucharda, Josef Mařatka) na Uměleckoprůmyslové škole a roku 1896 byl povolán na Akademii, aby založil sochařský ateliér. Působil zde do roku 1919 a vychoval řadu předních sochařů (mj. Otakar Švec, Herbert Masaryk, Quido Kocian, Bohumil Kafka, Ladislav Kofránek, Jan Štursa, Otakar Španiel, Josef Jiříkovský, Jaroslav Brůha, Karel Dvořák, Karel Pokorný, Břetislav Benda, Jaroslav Volf).
Dne 18. října 1873 se oženil s Karolinou, rozenou Brožovou (1852–1911), měli postupně 8 dětí, z nichž většina však zemřela v nízkém věku. Manželka Karolina Myslbeková zemřela sebevraždou ve věku 59 let. Pro obživu rodiny intenzívně pracoval, většinou na několika zakázkách současně. Ke svým dílům byl velmi kritický a většinou je mnohokrát přepracovával, když s příslušnou verzí nebyl naprosto spokojen.
Většinu života prožil v Praze. V roce 1878 podnikl krátkou, ale důležitou cestu do Paříže; navštívil Louvre, kde se seznámil s moderním francouzským sochařstvím.
Roku 1896 mu bylo uděleno císařské a královské vyznamenání za vědu a umění Literis et artis.
Byl příslušníkem tzv. generace Národního divadla. Navázal celoživotní přátelství s Václavem Brožíkem a Vojtěchem Hynaisem. Umělce generace Národního divadla od 80. let 19. století výrazně podporovala řada významných podnikatelů, například Alexandr Brandejs a Josef Šebestián Daubek, majitel velkostatku Liteň a Brněnec, který navázal na mecenášství svého otce Josefa Františka Doubka. Spolu s Myslbekem patřili do okruhu Daubkových hostů další přední umělci František Ženíšek, Mikoláš Aleš, Václav Brožík, Vojtěch Hynais, Antonín Wiehl, Max Švabinský. Daubek je podporoval zadáváním uměleckých zakázek i možností tvůrčího pobytu na svých statcích. Wiehl společně s Myslbekem a Pirnerem pro Daubka navrhli Hrobku rodiny Daubkovy Myslbeka vázalo přátelství i s Josefem Hlávkou. Jeho podobiznu jako polopostavu vytvořil v letech 1900–1901 a vystavil ji spolu s věnováním k Hlávkovým sedmdesátinám na jarní výstavě Krasoumné jednoty.
Myslbek navštěvoval i umělecký kroužek v Kavárně Union na Národní třídě, kde se scházeli Mikoláš Aleš, František Ženíšek, Alois Jirásek a další.
Zemřel v Praze v 73 letech a je pohřben na vyšehradském Slavíně.

## Dílo

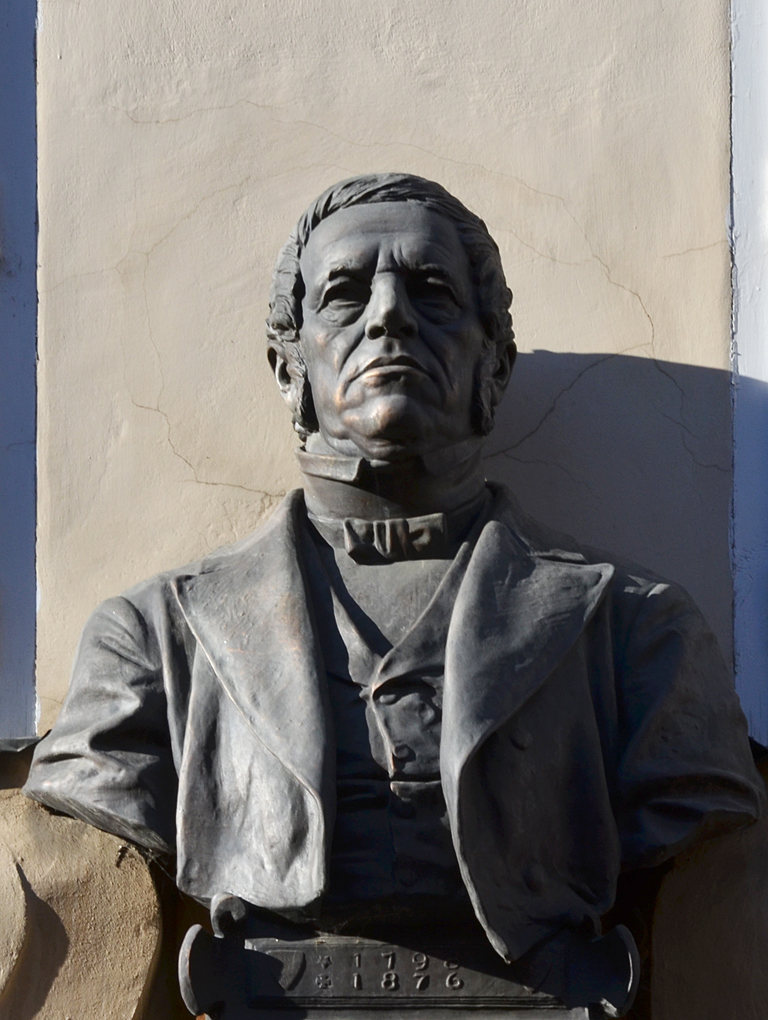
Josef Václav Myslbek, busta Františka Palackého

Myslbekovo sochařské dílo bylo od počátku ovlivněno klasicismem, novorenesancí, antikou a secesí. Tematická orientace Myslbekovy tvorby vychází z idejí českého národního obrození. Z umělců měl na něj významný vliv malíř Josef Mánes – podobně jako on vytvářel typy českých bájných hrdinů i skutečné osobnosti české historie.
Zvlášť intenzívní byla Myslbekova spolupráce s významným novorenesančním architektem Antonínem Wiehlem, se kterým realizoval kromě hrobky rodiny Daubkovy v Litni i další návrhy pomníků, náhrobků a pamětních desek Pomník Jana Žižky v Čáslavi, pamětní desky Jindřicha Fügnera a Jana Evangelisty Purkyně v Praze a návrhy pomníků v Bělehradě a Miláně. Myslbek s Wiehlem spolupracoval také na výzdobě navrhovaných nájemních domů. Oba umělci pro svou spolupráci používali v korespondenci mezi sebou s nadsázkou názvu Wiehl Mýsa comp Později po ukončení aktivní spolupráce se titulovali a podepisovali jako „tvůj bývalý Hofbildhauer“ a „tvůj bývalý Hofarchitekt“.
Při stavbě Městské spořitelny v Rytířské ulici v letech 1891–1894, Myslbek vykonával dozor na prací svých žáků Fr. Hoška, St. Suchardy a G. Zoula jako ředitel c. a k. uměleckoprůmyslové školy.
Jeho sochařskou tvorbu lze rozdělit na idealizovanou (báje, z historie vycházející tvorba) a realistickou (tzv. monumentální realismus). V realismu uplatňuje zásady klasické harmonie („Kardinál Bedřich Schwarzenberg“, „Humanita“ či „Oddanost“). Vrcholem Myslbekovy monumentálně realistické tvorby je pak jezdecká socha sv. Václava, umístěná na pražském Václavském náměstí. Na tomto díle pracoval přes třicet let.
Nezůstával jen u tvorby monumentálních děl, nezanedbatelnou součástí jeho díla je činnost portrétistická, návrhy náhrobků a reliéfy, včetně medailí. Je autorem sochařských portrétů mnoha významných osobností 19. století, např. Františka Palackého (na průčelí domu v Palackého ulici v Praze, kde Fr. Palacký žil a zemřel), Františka Ladislava Riegra nebo Vojtěcha Lanny mladšího (v Uměleckoprůmyslovém muzeu v Praze).

### Chronologický přehled nejvýznamnějších děl

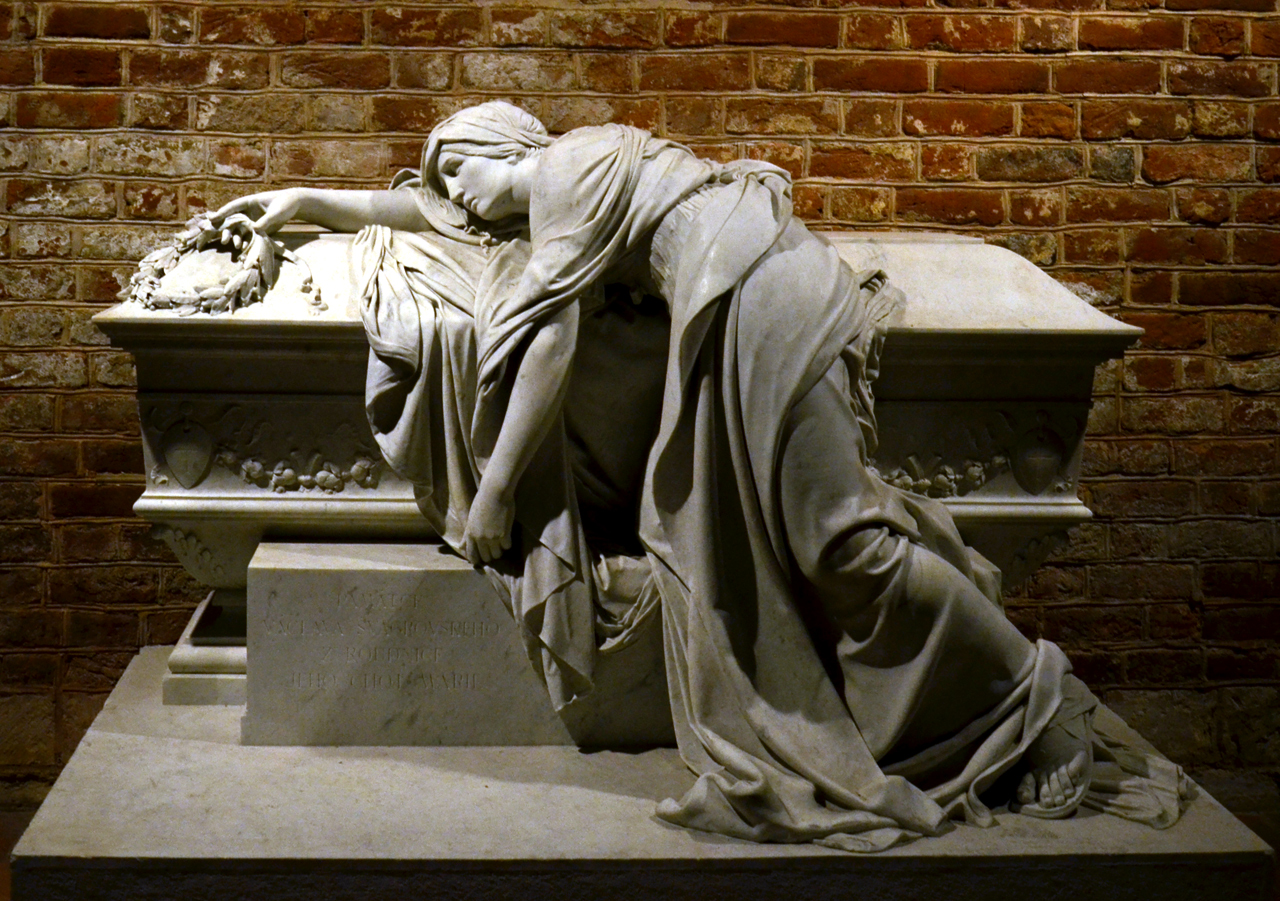
Josef Václav Myslbek, Sarkofág Václava Švagrovského (1881–1883)

- 1869–1874 – Český pomník v Gräfenbergu
- 1871–1872 – Drama a Opera pro postranní nábřežní vchod Národního divadla
- 1874–1877 – pomník Jana Žižky v Táboře – nekvalitně provedený odlitek nahrazen dílem J. Strachovského
- 1877–1890 – Krucifix na hrobce Stupeckých na Olšanských hřbitovech, na hrobce rodiny Ringhofferovy v Kamenici a v bazilice Sacré-Coeur v Paříži
- 1878–1879 – sarkofág Václava Švagrovského
- 1879–1880 – Pomník Jana Žižky v Čáslavi, návrh podstavce architekt Antonín Wiehl
- 1880–1884 – Oddanost a Stálost ve smýšlení pro atiku Parlamentu ve Vídni
- 1881–1883 – sochařská výzdoba městského chudobince v Praze
- 1881–1897 – sousoší Lumír a Píseň, Přemysl a Libuše, Záboj a Slavoj, Ctirad a Šárka pro Palackého most v Praze (dnes Vyšehradské sady)

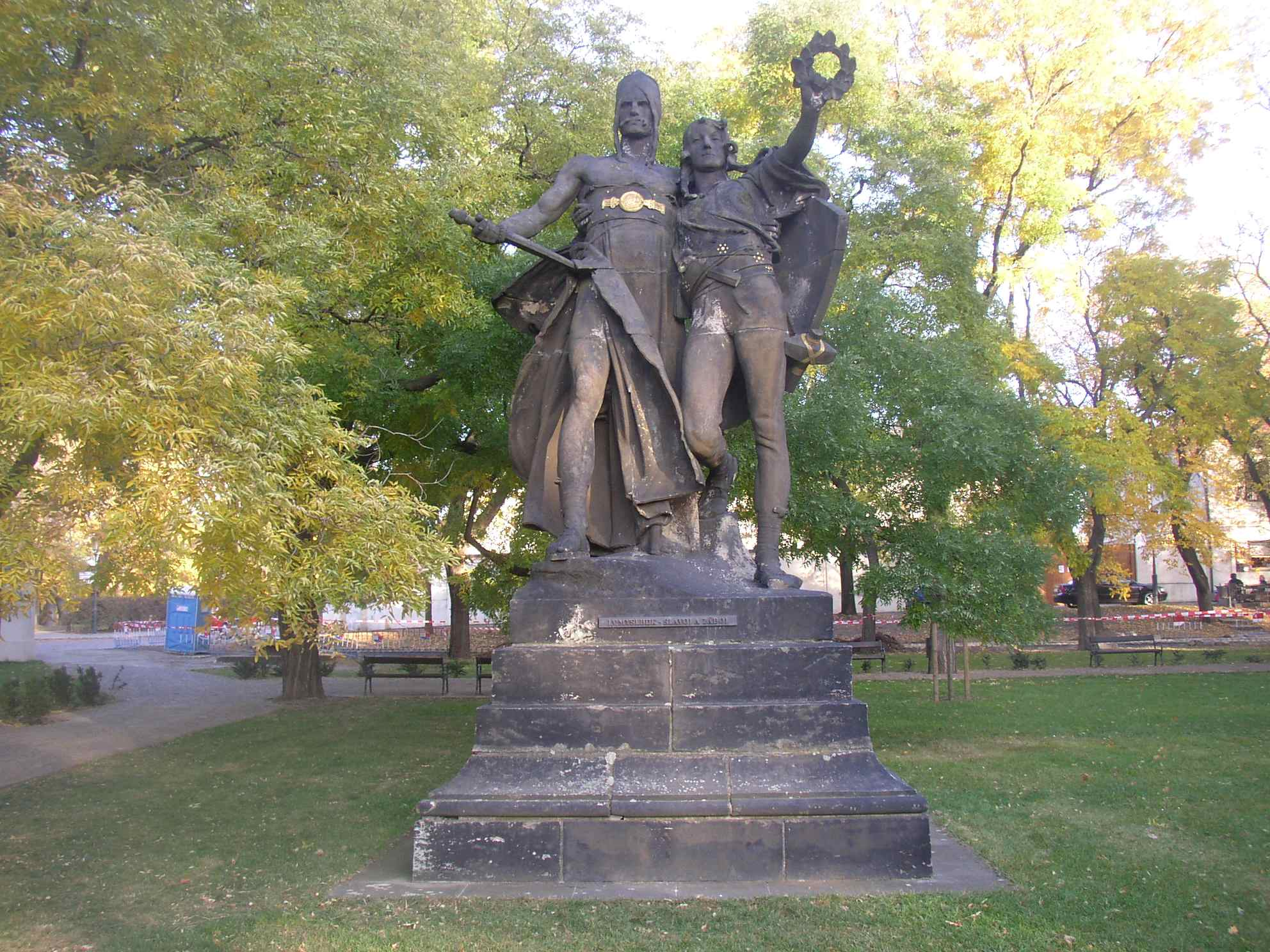
sousoší Záboj a Slavoj

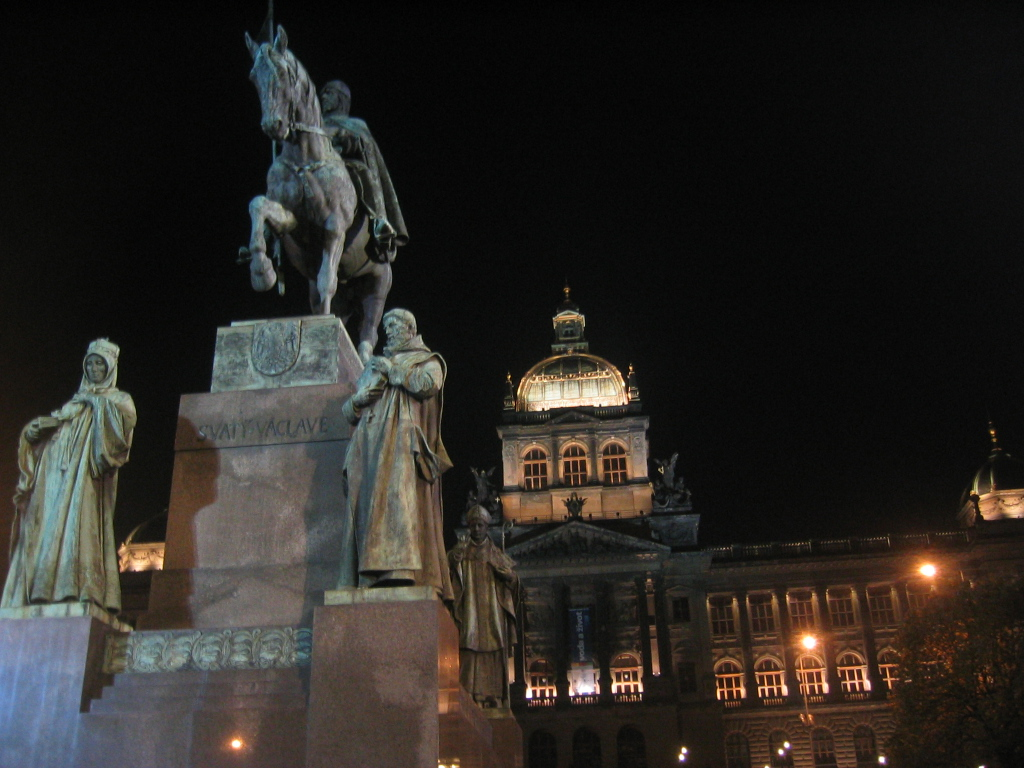
Socha sv. Václava v noci

- 1883–1884 – náhrobek Karla Sladkovského na Olšanských hřbitovech
- 1885 – podobizna Františka Palackého
- 1887–1924 – jezdecký pomník sv. Václava na Václavském náměstí v Praze
- 1888 socha sv. Josefa Hrobka rodiny Daubkovy Liteň, architekt Antonín Wiehl
- 1889–1891 – podobizna Františka hraběte Thun-Hohensteina
- 1890 – podobizna Ervína hraběte Nostic-Rienecka
- 1891 – podobizna Vojtěcha hraběte Kounice
- 1892–1895 – pomník kardinála Bedřicha Schwarzenberga v chrámu sv. Víta na Hradčanech
- 1892–1893 – sochařská výzdoba průčelí chrámu sv. Ludmily na Vinohradech
- 1892–1912 – Hudba ve foyeru Národního divadla
- 1893–1894 – podobizna Bedřicha Smetany
- 1895–1898 – sochařská výzdoba Městské spořitelny pražské v Rytířské ulici (1892–94),[22][23]
- 1896–1897 – busta Lva Thuna a Jindřicha Clam-Martinice pro síň Parlamentu ve Vídni
- 1897–1899 – Benešova hrobka na Olšanských hřbitovech
- 1900–1901 - podobizna Josefa Hlávky
- 1902–1903 – vlastní podobizna, ve spodní části reliéfní portréty, vlevo: Josef Thomayer a Jaroslav Vrchlický, vpředu: Josef a Zdenka Hlávkovi, vpravo: Josef Stupecký, Julius Zeyer[24]
- 1903–1911 – hrobka Františka Ladislava Riegra na Vyšehradě
- 1904–1907 – dekorativní skupiny pro Hofburg ve Vídni
- 1908–1909 – podobizna Vojtěcha rytíře Lanny
- 1910–1912 – Pomník Karla Hynka Máchy na Petříně
- 1913 – pamětní plaketa arcivévody Františka Ferdinanda d’Este
- 1919-1920 – pomník Jana Valeriána Jirsíka v Českých Budějovicích u Černé věže

## Nejvýznamnější žáci
- Břetislav Benda
- Quido Kocian
- Ladislav Kofránek
- Josef Mařatka
- Karel Pokorný
- Stanislav Sucharda
- Otakar Španiel
- Jan Štursa